# Aya Kitō
Aya Kitō (kanji: 木藤 亜也, hiragana: きとう　あや, Kitō Aya, Toyohashi, 19 de julho de 1962 — 23 de maio de 1988), foi uma jovem estudante japonesa, e autora de um diário onde relatou experiências pessoais que viveu em sua juventude. Sofreu de uma doença chamada degeneração espinocerebelar, descoberta quando ela tinha apenas quinze anos.
Seu diário intitulado 1 Litre no Namida (1リットルの涙, Ichi Rittoru no Namida, lit. "1 Litro de Lágrimas") foi publicado no Japão a 25 de fevereiro de 1986, dois anos antes do seu falecimento. Kito lutava contra a doença há mais de dez anos e apesar da imensa dor que teve de suportar, nunca perdeu a esperança, como evidenciado no seu diário. O diário foi adaptado para o cinema em 2005, e também para uma série de televisão no mesmo ano, com a atriz Erika Sawajiri interpretando Aya.
A forte vontade de Aya teve um impacto considerável para muitos pacientes japoneses, que estavam desesperados por seu caso, e o diário acabou sendo publicado nos Estados Unidos. Aya faleceu aos vinte e cinco anos.